# Bahnhof Warszawa Marszałkowska

Der Bahnhof Warszawa Marszałkowska war ein Endbahnhof der Warschauer Vorortbahn Warszawska Kolej Dojazdowa. Er lag an der Ulica Nowogrodzka zwischen der Ulica Marszałkowska und der Ulica Poznańska im Warschauer Innenstadtdistrikt und wurde 1958 aufgegeben.
Die Strecke der WKD verlief von hier aus entlang der Ulica Nowogrodzka nach Westen. Der nächste Haltepunkt der Linie war Warszawa Chałubińskiego – etwa 500 Meter westlich gelegen. Die Endstation lag in der Mitte der Straße, flankiert von den Häusern Nr. 25, 38 und 40. Auf der gegenüberliegenden Straßenseite der Ulica Marszałkowska befanden sich im Gebäude Nr. 94 der Sitz der Eigentümerin der WKD-Linie – "Siła i świat" S.A. – sowie die Büros der WKD-Geschäftsleitung.

## Geschichte

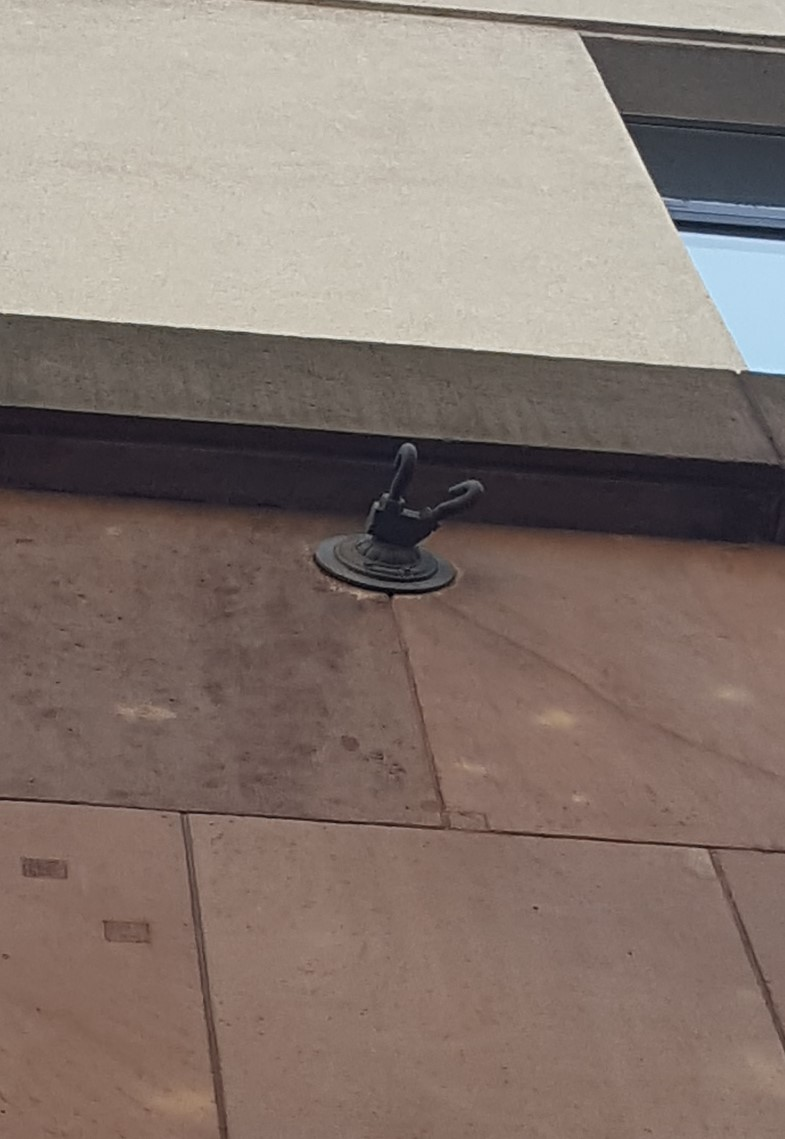
Ehemalige Oberleitungsrosette am Gebäude des Fernmeldeamtes in der Ulica Nowogrodzka 45

Bei Eröffnung der, damals noch als EKD bezeichneten, Vorortlinie am 11. Dezember 1927 verlief die Trasse in Warschau anders als heute. Von der Endstation an der Kreuzung von Ulica Marszałkowska und Ulica Nowogrodzka folgte sie den Straßen Ulica Nowogrodzka, Ulica Tarczynska, Ulica Niemcewicza und Ulica Szczesliwicka und von dort weiter durch die Orte Szczęśliwice, Rakow und Salomea Richtung Westen.
Die Triebwagen fuhren unter einer Oberleitung mit einer Spannung von 600 Volt. In Warschau verliefen die Gleise mittig der zumeist mit Feldsteinen gepflasterten Straßen, Bürgersteige gab es bis auf das letzte Teilstück ab der Ulica Poznańska nicht. Aufgrund der Eigentumsverhältnisse und unterschiedlicher Schienenprofile war die Strecke nicht an das Warschauer Straßenbahnnetz angeschlossen.
Beim Ausbruch des Zweiten Weltkriegs wurde der Betrieb aufgrund der Zerstörungen durch die deutschen Bombenangriffe vorübergehend ausgesetzt. Ab Oktober 1939 wurde der Warschauer Trassenabschnitt wiederhergestellt, der Betrieb konnte am 14. Dezember 1939 wieder aufgenommen werden. Von 1939 bis 1945 hieß die Endstation Warschau Marschallstraße. In Folge des Ausbruchs des Warschauer Aufstands war die Aufrechterhaltung eines regelmäßigen Betriebs im Stadtgebiet nicht mehr möglich.
Nach dem Einmarsch der sowjetischen Armee in Warschau begann der Wiederaufbau der Trasse, der bis zum 19. April 1945 abgeschlossen war. Im Februar 1958 wurde wegen des zunehmenden Autoverkehrs in einem ersten Schritt der letzte Trassenabschnitt zwischen Ulica Chałubiński und Ulica Marszałkowska liquidiert. Zeitgleich mit dem Rückbau der Schienen wurde dieser Abschnitt der Ulica Nowogrodzka asphaltiert und erhielt Gehsteige. 1963 wurde dann der Großteil der Warschauer Trassenführung der WKD umgelegt – aus den westlichen Vororten kommend, bog sie vor Erreichen des Szczęśliwicki-Parks nach Norden ab, um die Aleje Jerozolimskie zu überqueren und ab dem Bahnhof Warszawa Zachodnia im Trassentrog der Durchmesserlinie (Linia Średnicowa) zu verlaufen. Die Linie endet seitdem am damals errichteten Warschauer Innenstadtbahnhof der WKD (Warszawa Śródmieście WKD). Er liegt knapp 800 Meter entfernt von der ursprünglichen Endstation an der Marszałkowska.